# پایگاه هوایی پرینچلیک

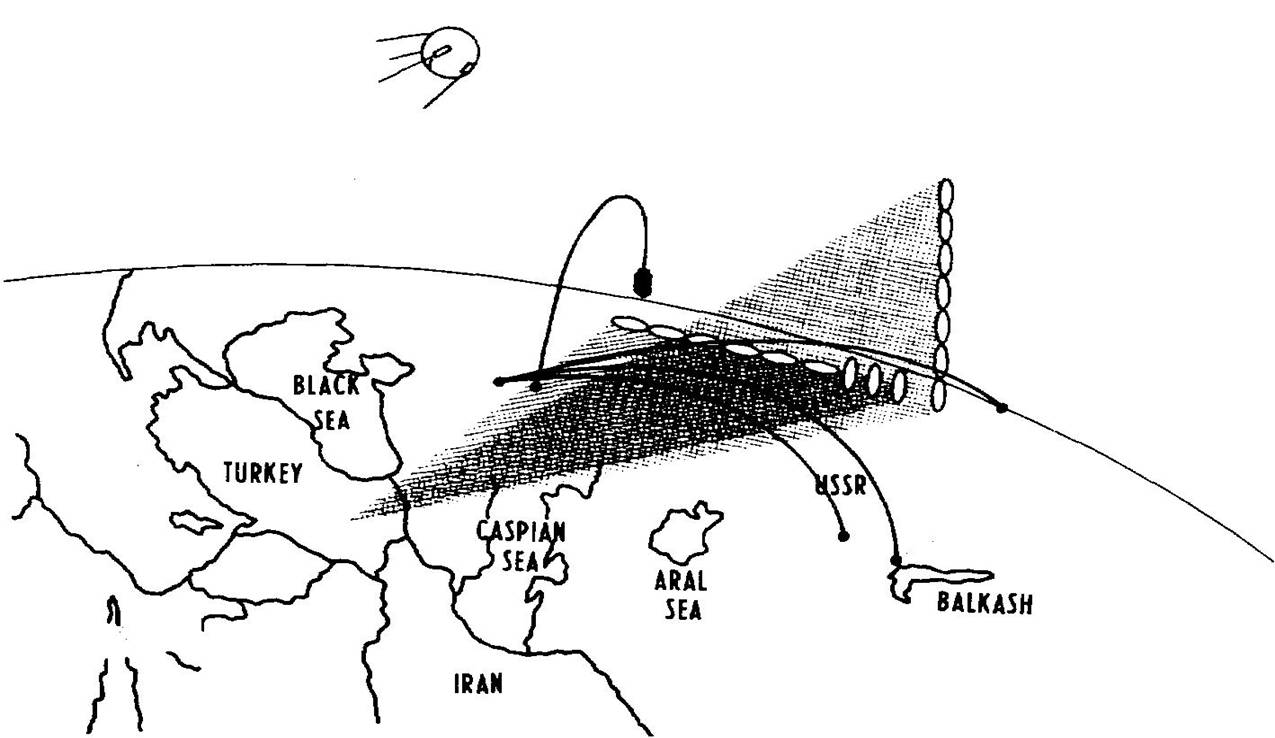
رادار آنتن ثابت AN / FPS-17 در ایستگاه هوایی پرینچلیک به سوی کاپوستین‌یار، اتحاد جماهیر شوروی جهت نظارت بر پرتاب و آزمایش موشک

پایگاه هوایی پرینچلیک (به ترکی: Pirinçlik Hava ssü، انگلیسی: Pirinçlik Air Base) ایستگاه هوایی دیاربکر سابق، یک پایگاه نظامی ۴۱ ساله آمریکایی-ترکیه‌ای در نزدیکی دیاربکر ترکیه بود. این مرکز به عنوان پست مرزی ناتو برای نظارت بر اتحاد جماهیر شوروی سابق و خاورمیانه شناخته می‌شد، که در ۳۰ سپتامبر ۱۹۹۷ به طور کامل بسته شد.
این بازگشت نتیجه کاهش عمومی پایگاه‌های ایالات متحده در اروپا و بهبود فناوری نظارت بر فضا بود. این پایگاه نزدیک شهر دیاربکر، و دارای سیستم‌های حساس الکترونیکی جمع‌آوری اطلاعات برای شنود خاورمیانه، قفقاز و روسیه بود.
سیستم حسگر پرینجلیک شامل دو سیستم رادار مکانیکی فرکانس رادیویی (RF) بود که اطلاعات رادار، نظارت بر فضا و داده‌های هشدار موشکی را به چندین کاربر ارائه می‌داد. مشاهدات از دیاربکر به طور معمول اولین گزارش‌های راداری از پرتاب ماهواره‌های جدید روسی از کاپوستین یار در روزهای اولیه ردیابی ماهواره بود. این سایت هم از یک رادار ردیابی (AN / FPS-17) و هم از رادار ردیابی مکانیکی (AN / FPS-79) بهره می‌برد. موقعیت آن نزدیک به اتحاد جماهیر شوروی باعث شده بود که این تنها سنسور زمینی باشد که قادر به ردیابی عیب‌های واقعی سخت افزار فضایی شوروی است. بعلاوه، رادار پرینچلیک تنها سنسور فضای عمیق نیمکره شرقی ۲۴ ساعته بود.

## نام
در سال ۱۹۷۰ نام این پایگاه هوایی از دیاربکر به پرینچلیک تغییر یافت. پرینچلیک نام دهکده کوچکی در ۳۰ کیلومتری غرب دیاربکر است که این یگان در آنجا قرار داشت. در تاریخ ۱ ژوئن ۱۹۷۰، اسکادران پایگاه هوایی 7022d، تحت فرماندهی گروه ۳۹ تاکتیکی، در این پایگاه فعالیت خود را آغاز کرد.

## تاریخ
در ۳۰ سپتامبر ۱۹۹۶، شرکت لاکهید مارتین، حدود ۱۶ میلیون دلار طی یک قرارداد تشویقی قیمت ثابت برای تأمین عملیات، نگهداری و پشتیبانی لجستیکی سال مالی ۱۹۹۷ در ایستگاه هوایی پرینچلیک ترکیه، اعطا کرد. با این سرمایه‌گذاری کار در ایستگاه هوایی پرینچلیک، جذاب شد.
وزیر دفاع ایالات متحده در تاریخ ۱۳ فوریه ۱۹۹۷ اعلام کرد که وزارت دفاع در نتیجه آخرین دور عملیات تجدید آرایش پایگاه و نیرو، عملیات هفت تأسیسات اروپایی را پایان داده یا کاهش می‌دهد. عبارت "بازگشت" به معنای این است که پایگاه‌ها توسط نیروهای ایالات متحده خالی شده و به کنترل کشور میزبان باز می‌گردد. این دور شامل شش تاسیسات در آلمان و دیگری در ترکیه -پایگاه هوایی پرینچلیک- بود. این اقدام بلافاصله با واگذاری تجهیزات به کشور میزبان که در سپتامبر سال ۱۹۹۷ برنامه‌ریزی شده بود، آغاز گشت. این تصمیم حدود ۱۱۷ نفر از پرسنل نیروی هوایی ایالات متحده را که پس از آن به پایگاه اعزام شدند تحت تأثیر قرار داد.